# Leuchtturm Stavoren
Der Leuchtturm von Stavoren ist ein gusseiserner Leuchtturm am IJsselmeer in der Nähe des Hafens von Stavoren.
Der von Quirinus Harder entworfene Turm wurde 1885 gebaut und ist insgesamt 15,7 Meter hoch. Seit 1999 steht er unter Denkmalschutz. Im Jahre 2001 wurde er komplett renoviert. Zusammen mit zwei Leitfeuern markiert der Leuchtturm die Hafeneinfahrt von Stavoren.

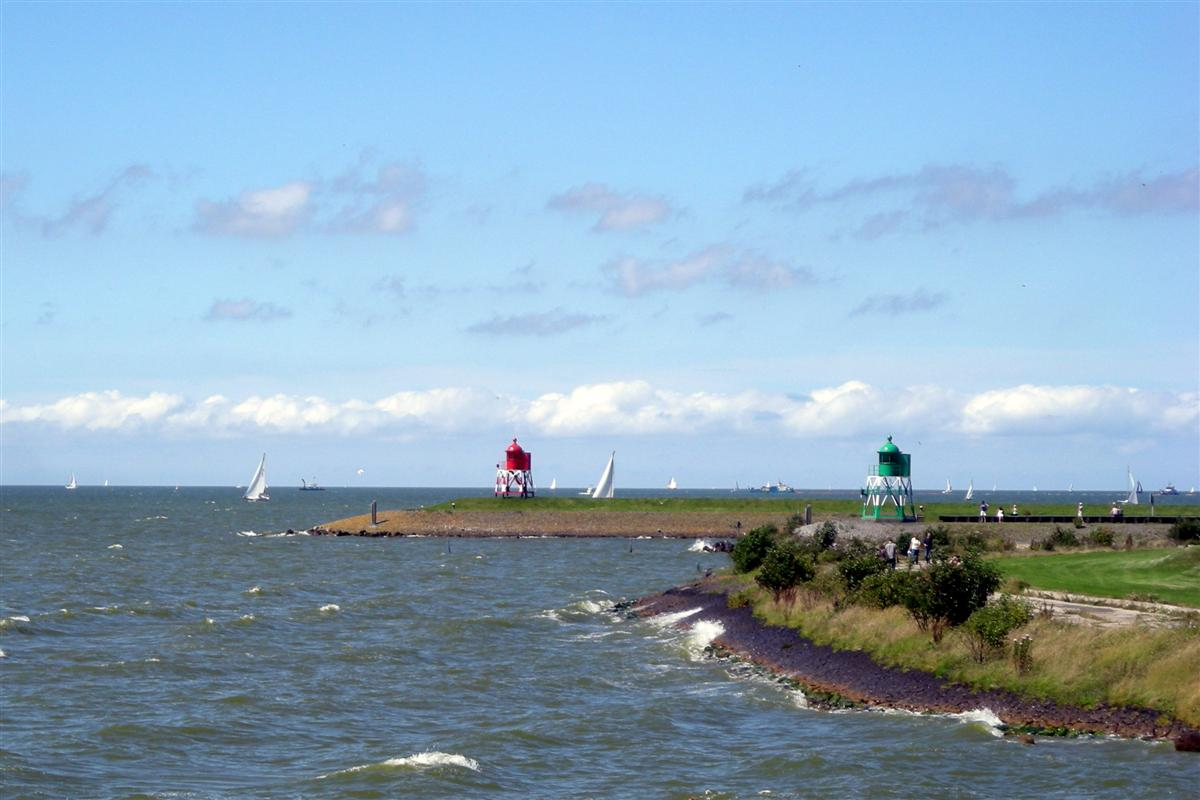
Leitfeuer an der Hafeneinfahrt